# Шујица (Доброва-Полхов Градец)
Шујица (словен. Šujica) је насељено место у општини Доброва-Полхов Градец, Средњесловенска регија, Словенија.

## Историја
До територијалне реорганизације у Словенији била је у саставу града Љубљане, односно старе општине Вич–Рудник.

## Становништво
У попису становништва из 2011. године, Шујица је имала 434 становника.
| Број становника према пописима | Број становника према пописима | Број становника према пописима |
| ------------------------------ | ------------------------------ | ------------------------------ |
| 1991                           | 2002                           | 2011                           |
| 342                            | 387                            | 434                            |

Напомена: Године 2016. извршена је мања размена територија између насеља Доброва и Шујица.